# Xã Plymouth, Quận Luzerne, Pennsylvania
Xã Plymouth (tiếng Anh: Plymouth Township) là một xã thuộc quận Luzerne, tiểu bang Pennsylvania, Hoa Kỳ. Năm 2010, dân số của xã này là 1.812 người.